# Carte routière
Pour les articles homonymes, voir Carte.

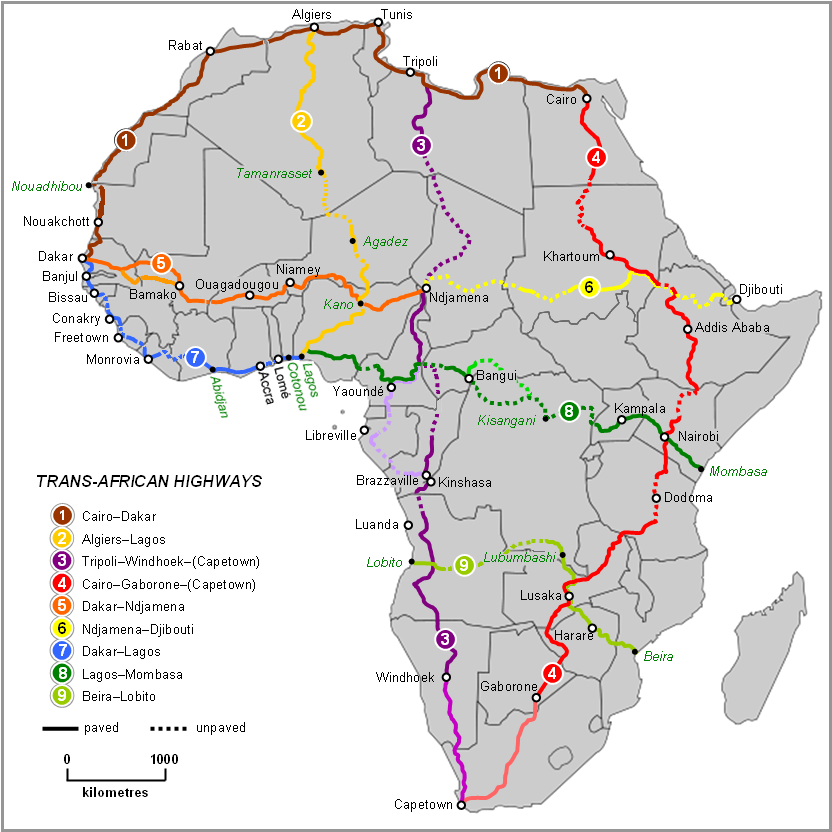
Carte du réseau des routes transafricaines.

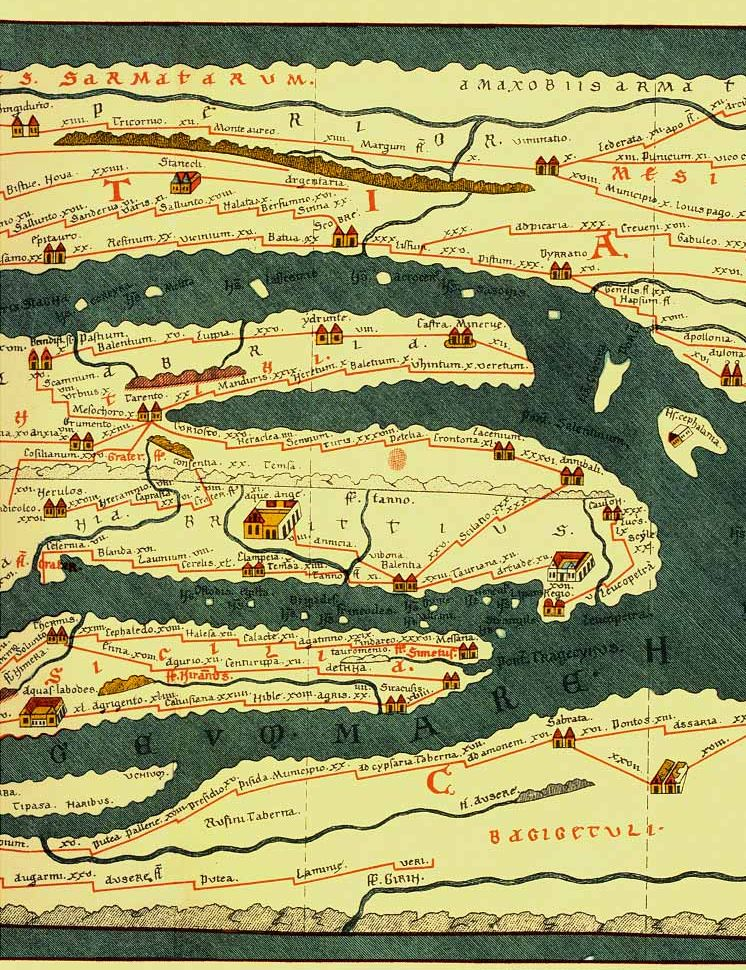
Portion de la Tabula Peutingeriana.

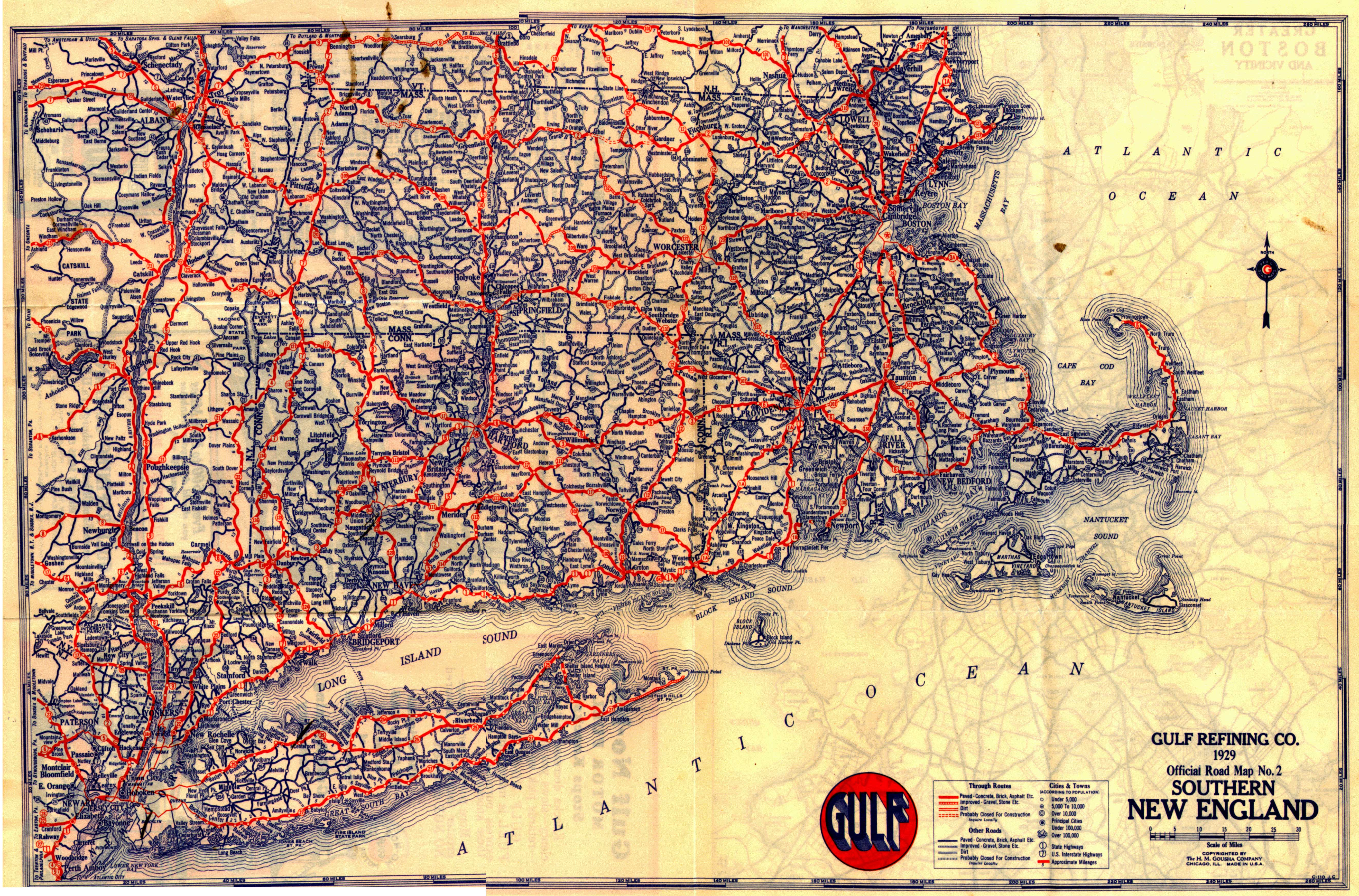
Carte de 1929 de la Nouvelle Angleterre dessinée par Gousha pour Gulf Oil.

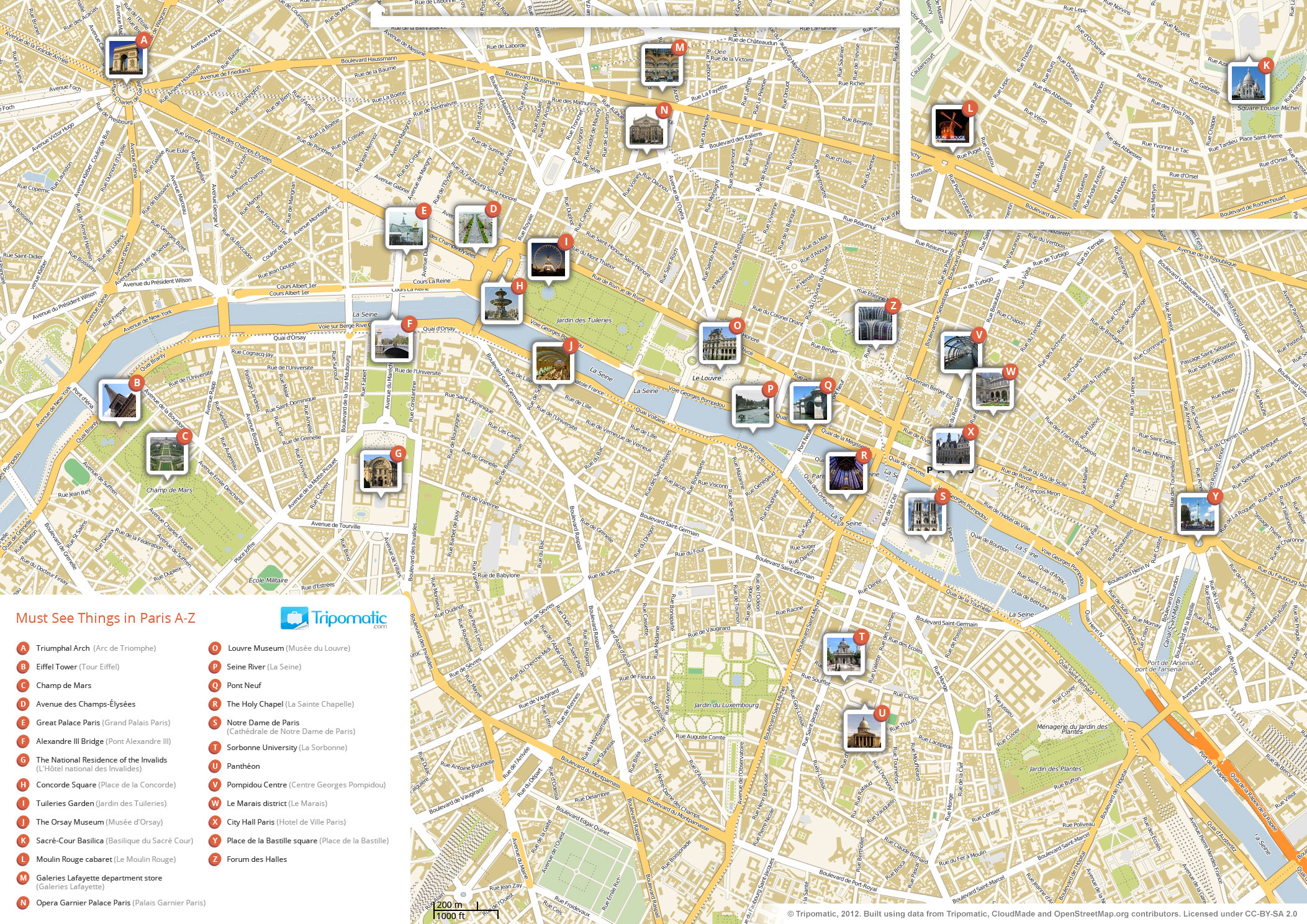
Carte des rues de Paris.

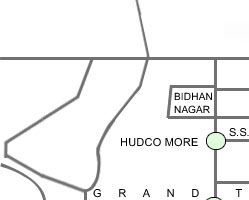
Carte routière schématique.

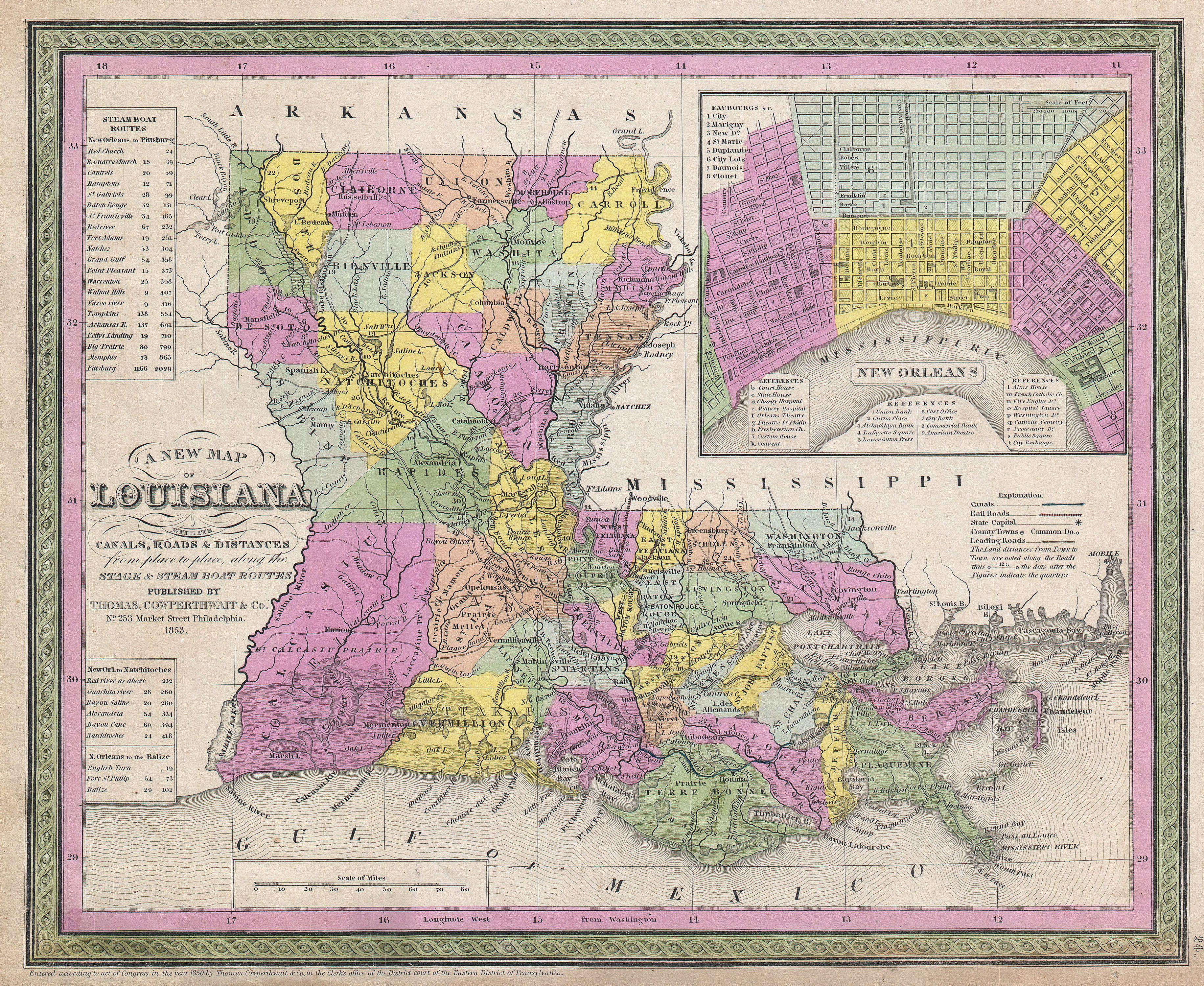
Carte de la Louisiane en 1853, avec en encart les rues de La Nouvelle-Orléans.

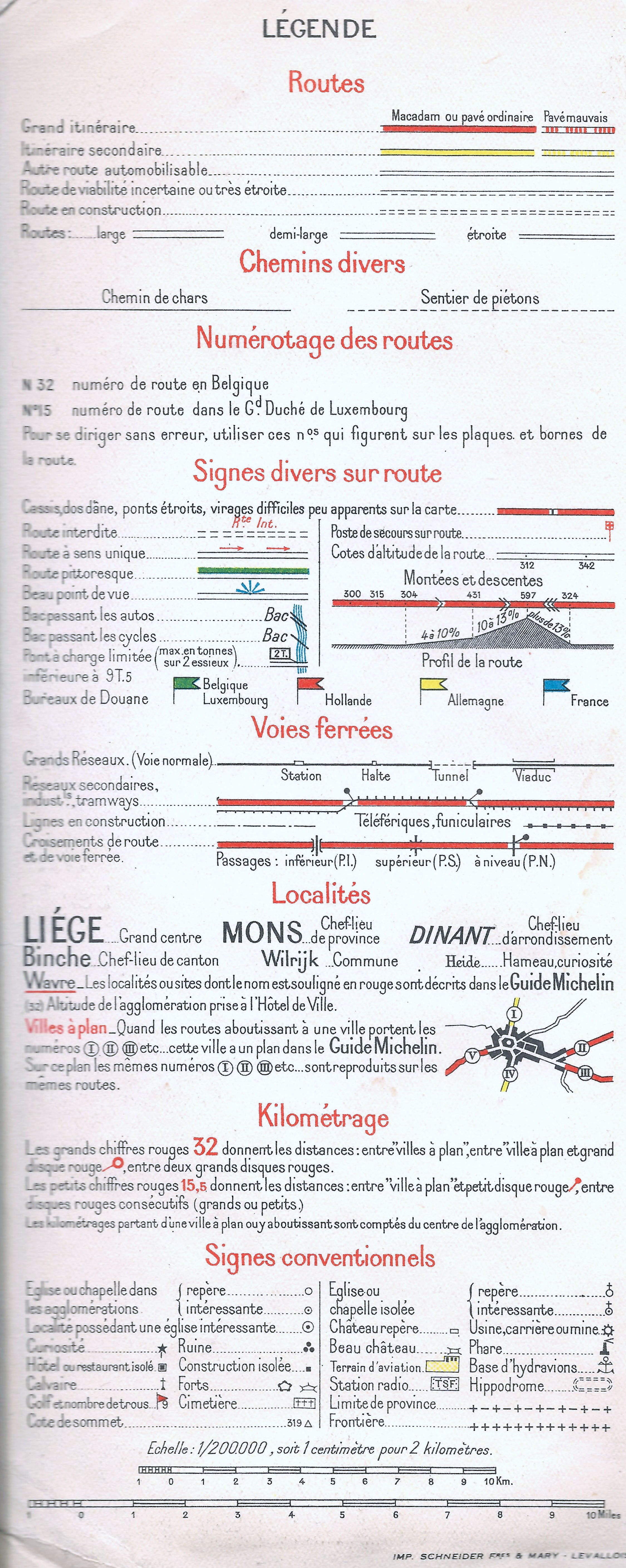
Légende de la carte Michelin de 1940.

Une carte routière est une représentation schématique des axes routiers destinée principalement aux automobilistes pour trouver leur itinéraire et pour identifier et rejoindre des points remarquables. La carte routière utilise des échelles de représentation assez petites pour être adaptées à la vitesse automobile (1/25 000e à 1/1 000 000e en général).
En contrepartie de ces fortes réductions elles doivent avoir recours à des signes conventionnels (viabilité et largeur des routes, péages, sites et monuments remarquables, agglomérations, chevrons de pentes...) les plus lisibles et intuitifs possibles et répertoriés dans une légende (de).
Pour les échelles réduites, afin d'être lisibles, les routes sont nécessairement volontairement très élargies sur les cartes par rapport à leur largeur réelle. La carte routière comporte également systématiquement une indication des kilométrages séparant les principaux carrefours et agglomérations, de manière à permettre le calcul de la distance totale d'un itinéraire.
Les cartes routières ont été dès leur origine imprimées sur des papiers grand format, en couleurs, pliées en accordéon pour conserver un format pratique et être manipulées facilement, parfois entoilées pour plus de solidité. Les cartes ont été également publiées en atlas de formats divers. Elles se trouvent également de nos jours sous format numérique, diffusées sur internet ou sur CD-ROM pour un usage accompagnant un système GPS.
Les cartes, notamment en format papier, possèdent toujours l'avantage complémentaire par rapport à un petit écran GPS, de pouvoir visualiser facilement sa situation géographique, ainsi que repérer sa direction par rapport à des grandes villes, une région ou un pays, tandis que le GPS invite à suivre un trajet "machinalement" en suivant les routes et le parcours qu'il indique, bien qu'il soit possible de visualiser aussi le chemin global, mais sur le format très réduit du petit écran.
Elles indiquent souvent bien davantage de détails "touristiques" que le "fonctionnel" GPS, comme les parcours pittoresques.
Les qualités essentielles d'une carte routière sont son actualité (mise à jour et réimpression annuelle pour les cartes papier, mise à jour électronique en temps réel pour les cartes disponibles en ligne), sa lisibilité et la pertinence de la sélection des informations qui y figurent.

## Cartes routières de France
Dater avec précision les premières cartes routières éditées en France est difficile car leur édition découle d'une demande nouvelle liée à l'augmentation des déplacements à la fin du XIXe siècle.
Ce sont d'abord les militaires, puis les routes des postes  puis divers groupes d'intérêt tes que les associations vélocipédiques, en rassemblant les informations des clubs régionaux, qui réalisent les premières cartes distribuées par différents éditeurs géographes comme TARIDE, T.C.F, J. Forest... qui produiront divers types de cartes routières.
Les plus anciennes cartes routières vélocipédiques connues en France datent de 1893 et elles font largement référence à la carte d'état major au 1/ 80 000e ou aux cartes couleurs au 1/ 200 000e produites par l'armée. Conçues initialement pour les « cyclistes » ou les « cyclistes et automobilistes », ces cartes ne conserveront plus que l'« automobile » comme destinataire vers 1905.
À une époque où les automobiles sont rares et les routes peu adaptées à leur fréquentation, ces cartes constituent une aide précieuse. Elles indiquent le sens des pentes par des signes évoluant en fonction de la difficulté, les distances entre les agglomérations et leur taille, le type et la dimension des routes ainsi que leur état (terre, macadam, revêtement pavé...), l'état des bas-côtés (trottoirs, fossés...) et, détail important à une époque où la panne est courante, les télégraphes et téléphones disponibles.
Les marques les plus distribuées se nomment alors De Dion-Bouton, TARIDE ou Blondel la Rougery et la publicité fait déjà partie intégrante du support. Les cartes les moins chères sont en papier dotées d'une couverture éventuellement cartonnée, mais il existe d'autres modèles entoilés plus résistants et coûteux.

### Cartes Michelin
La première carte Michelin en France apparaît en 1905 à l'occasion de la coupe automobile Gordon Bennett. En 1927 les premières cartes pour les pays étrangers sortent. Pour Paris il faudra attendre 1973 puis 1989 pour Lyon. Les régions avec le plan des villes française en 2002, pour la ville de l'étranger en langue étrangère en 2006 et version française en 2012. Elle innove par son système plus rapide à consulter comme à replier, plus solide avec sa couverture intégrée et par son aspect d'accordéon de papier de 2 fois 10 plis de 11 par 25 cm, forme qui se maintiendra jusqu'à aujourd'hui. Michelin effectuera également le bornage des routes en 1911 qui se retrouve indiqué sur les cartes imprimées.

### Blay-Foldex
La première carte routière Blay-Foldex en France apparaît en 1954 pour les villes françaises et pour les villes de l'étranger du monde entier à partir de 2003. Elle propose uniquement les cartes de ville.

### Cartes de l'Institut géographique national
La première carte nationale routière de l'Institut géographique national (IGN) n'apparaît qu'en 1970. Les cartes routières pour les pays ou villes de l'étranger paraissent à partir de 1994 pour l'Europe et New York et en 2007 pour le monde entier. Une collection se rapportant aux villes françaises sort à partir de 2011.
Les cartes principalement utilisées en France au départ, furent :
- les cartes d'état-major, suivies
- des cartes de l'IGN, étendues depuis 2012 à l'Institut national de l'information géographique et forestière (IGN), qui utilise, en partant de mesures topographiques et aériennes sur le terrain, plusieurs échelles, en quadrillant l'ensemble du pays, notamment de 1/ 50 000e, 1/ 100 000e et 1/ 200 000e.

À partir des années 1980, l'IGN réussira à sillonner la France entière avec des cartes encore plus précises au 1/ 25 000e pour le public.

## Cartes routières officielles du Québec
La première carte routière officielle du Québec a été éditée par le Ministère de la Voirie en 1926. Ensuite à partir de l'année suivante une carte routière officielle sera éditée à chaque année à l'exception des années 1942, 1944, 1945, 1946, 1949, 1968, 1969, 1998 et 2003.
Plusieurs compagnies pétrolières telles qu'American, Arco, Atlantic, B/A, BP, Citgo, Esso, Fina, Gulf, Mobil, Shell, Sinclair, Sunoco, Supertest et Texaco publieront des cartes routières pendant plusieurs années.
Il y a plusieurs collectionneurs de ces éphémères qui se sont regroupés en association : la "RMCA" Road Map Collectors Association.
- Carte routière officielle du Québec 2006
- Site officiel de la carte routière du Québec
- Site officiel de la "Road Map Collectors Association" (en anglais)